# Antigonæ

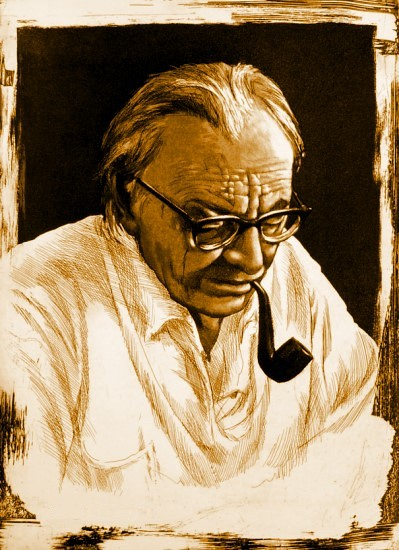
Le compositeur, Carl Orff, aquatinte à l'eau-forte.

Antigonæ est un opéra en cinq actes du compositeur allemand Carl Orff. Le compositeur a créé un Literaturoper (de) basé sur la tragédie Antigone du poète grec ancien Sophocle dans la traduction allemande de Friedrich Hölderlin. L'œuvre a été créée le 9 août 1949 dans le cadre du Festival de Salzbourg dans la Felsenreitschule ("Manège des Rochers") sous la direction de Ferenc Fricsay dans la régie de Gustav Rudolf Sellner avec une scénographie et costumes de Caspar Neher. Le livret est inspiré de la tragédie de Sophocle, traduite en allemand par Hölderlin.

## Personnages
- Antigone (soprano)
- Euydice (soprano)
- Ismène (alto)
- un garde (ténor)
- Hémon (ténor)
- Tirésias (ténor)
- Créon (baryton)
- le chef de chœur (baryton)
- un messager (basse)
- les vieux Thébains (chœur)

## Argument
Le palais royal de Thèbes, en des temps mythiques.
Les frères d’Antigone, Étéocle et Polynice, ont été tués dans la guerre pour Thèbes. Le premier avait combattu pour Thèbes et le roi Créon, le second aux côtés des assiégeants ennemis. C'est pourquoi Créon, l'oncle des morts, interdit au traître d'être enterré. Antigone ne peut pas être d'accord avec sa conscience que Polynice devrait connaître une telle honte. Elle s'oppose à l'interdiction et asperge de sable le corps du frère allongé aux portes de la ville, afin de se conformer aux commandements des dieux. Un gardien la surprend et révèle au régent son crime. Créon condamne ensuite sa nièce à être murée vivante.
Quand Hémon, le fils du roi et le fiancé d’Antigone, apprend le verdict de son père, il est horrifié. Il le supplie de faire miséricorde. Mais avec cela, il tombe dans l'oreille d'un sourd à Créon. Hémon se précipite désespérément vers sa fiancée. Sans elle, la vie a perdu tout sens pour lui. Maintenant, il veut affronter la mort avec elle.
Le devin aveugle Tirésias avertit le souverain qu'il y aura bientôt un mort de son sang pour expier ces morts. Cet oracle fait réfléchir le roi. Il doute que ses actions aient été correctes. Enfin, il arrive à la conclusion que la prisonnière soit libéré. Il veut lui transmettre le message lui-même, mais il est trop tard pour cela: Antigone a déjà mis fin à sa vie. Même Hémon n'a pas pu empêcher cela et a suivi son épouse jusqu'à la mort. Enfin, la femme de Créon, Euridice, quitte volontairement la vie à cause des terribles événements.

## Musique
La mise en musique de la traduction de Sophocle du poète allemand Friedrich Hölderlin (1804) par Carl Orff signifiait la création d'une nouvelle forme de théâtre musical dans lequel le texte lui-même est musicalisé par la déclamation des voix chantantes. Une réduction extraordinaire des structures intervallaires de la musique, liée à la prédominance des éléments rythmiques, forme la caractéristique essentielle du style tardif de Carl Orff. Surtout dans les grands chœurs, qui montrent une tendance prononcée à construire des paysages sonores étendus sur des cellules rythmiques, démontrent la pensée musicale du compositeur qui préfére des constellations basilaires des sons sans vouloir créer une véritable syntaxe d'accords. Le renoncement d'Orff à la grammaire de la tonalité harmonique a permis au compositeur, en tant qu'équivalent musical du langage archaïque de Hölderlin, de faire de la voix chantante déclamante elle-même le véhicule de l'action. Comme Pietro Massa a pu le montrer, l’interêt de la philologie classique allemande après la Deuxième Guerre mondiale pour les traductions de Hölderlin sous l'influence de Martin Heidegger a été une raison importante pour la décision d'Orff de mettre en musique le texte intégral de la traduction de Hölderlin. Un échange d'idées intensif avec le musicologue Thrasybulos Georgiades ainsi qu'avec Wieland Wagner a accompagné le processus de création des opéras d'Orff basés sur les drames de l’Antiquité grecque. Par contre, l'amitié d'Orff avec le philologue classique Wolfgang Schadewaldt, professeur ordinaire de philologie à l’université de Tubingen, ne s'est développée qu'après la première d'Antigonæ.
La concentration de la pensée musicale sur un ensemble d'instruments de percussion à hauteur définie et indéfinie, né certainement à l'origine de la fascination que le seul groupe encore en pleine évolution de l'orchestre a exercé sur les compositeurs du XXe siècle, semble également être une véritable solution de brevet pour un compositeur qui ne souhaitait pas créer des nouvelles organisations des hauteurs du son, mais qui préferait une organisation nouvelle du timbre orchestrale. L'idée d'une coopération différenciée basée sur la division du travail, qui a distingué l'orchestre de musique d'art occidental qui s'est développé organiquement au cours des siècles, dans l'orchestre des opéras d'Orff sur les traductions de Hölderlin apparaît projétée sur des constellations d'instruments jusque-là inconnues dans la musique d'art européenne. Dans la partition d’Antigonæ, le piano et les xylophones, qui dans l'orchestre traditionnel étaient souvent confiés à des tâches marginales, jouent le rôle que les instruments à cordes ont joué dans l’orchestre de la musique classique viennoise. Les instruments traditionnels de tradition orchestrale européenne – tels que flûtes, hautbois, trompettes et contrebasses – revêtent dans la partition d’Antigonæ et Oedipus der Tyrann les fonctions qui, dans l’orchestre symphonique du XIXe siècle, étaitent réservées aux instruments à percussion : En tant que timbres spéciaux avec un attrait sonore presque exotique, ils ne sont utilisés que pour des tâches spéciales, motivées par la dramaturgie.
Dans l'histoire de l'histoire de la musique, les opéras antiques d'Orff apparaissent comme un parcours spécial extraordinairement original du théâtre musical après 1950, qui a reçu plus d'attention dans les années depuis 2000, notamment en raison de la relation entre le langage musical d'Orff et les tendances de la musique répétitive. Des trois opéras antiques, Antigonæ a pu mieux s'affirmer dans le répertoire, puisque l'opéra Antigone d'Arthur Honegger (Bruxelles, Théâtre de la Monnaie, 1927), malgré la poésie de Jean Cocteau, n’a pas réussi à prévaloir.

## Orchestre
La partition d`Antigonæ d'Orff offre une composition orchestrale unique dans l'histoire de la musique jusqu’à 1949 :
- 6 flûtes, tous pouvant jouer également de la flûte traversière piccolos
- 6 hautbois, les hautbois 4–6 pouvant également jouer du cor anglais
- 6 trompettes
- 4 harpes
- 6 pianos à queue avec 12 pianistes
- 9 contrebasses

La grosse batterie nécessite de dix à quinze joueurs :
- 7 à 8 timbales, y compris une petite timbale en la
- un lithophone
- 2 à 3 xylophones
- 10 "Trogxylophone" (2 xylophones soprano, 6 xylophones ténor, 2 xylophones basses)
- un petit tambour en bois
- un grand tambour à fente africain
- 2 cloches hautes en ré5 et mi5
- 3 glockenspiel
- 4 paires de cymbales antiques (crotales)
- 3 cymbales suspendues (turques)
- 3 cymbales (turques)
- une petite enclume
- 3 triangles
- 2 grosse caisses
- 6 tambourins
- 6 paires de castagnettes
- 10 grands gong javanais en sol, ut, ré, mi, sol, la, ut1, ré 1, mi 1 et fa1

Les "Trogxylophone" sont des instruments du Orff-Schulwerk, l'instrumentarium scolaire Orff ; en raison de leur disposition chromatique des lames, ils sont les seuls xylophones qui permettent l'exécution des glissandi chromatiques. Puisqu’ils ne sont que rarement utilisés dans les orchestres symphoniques, la majorité des xylophones graves sont remplacés par les marimba dans la pratique orchestrale actuelle.
Alors que les parties des percussionnistes exigeaient, à l'époque de la première, un nombre considérable de musiciens, grâce au développement extraordinaire de la technique de la percussion au cours des dernières décennies, la partition d'Orff n'offre plus d'obstacles insurmontables.

## Enregistrements

### Audio
- Res Fischer, Hilde Zadek, Benno Kusche, Hermann Uhde, Helmut Krebs, Lorenz Fehenberger, Ernst Hæfliger, Josef Greindl ; Wiener Philharmoniker, chef d'orchestre : Ferenc Fricsay. Première mondiale 1949. Stradivarius.
- Christel Goltz, Irmgard Barth, Benno Kusche, Hermann Uhde, Paul Kuën, Karl Ostertag ; Bayerisches Staatsorchester, chef d'orchestre : Sir Georg Solti. Orfeo 1951.
- Martha Mödl, Carlos Alexander, Paul Kuën, Fritz Uhl, Josef Traxel, Kurt Böhme ; Symphonieorchester des Bayerischen Rundfunks, chef d'orchestre : Wolfgang Sawallisch. 1958.
- Inge Borkh, Carlos Alexander, Gerhard Stolze, Fritz Uhl, Ernst Hæfliger, Kim Borg ; Symphonieorchester des Bayerischen Rundfunks, chef d'orchestre : Ferdinand Leitner. Deutsche Grammophon 1961.

### Vidéo
- Katrin Gerstenberger, Andreas Daum, Markus Durst, Sven Ehrke, Mark Adler, Thomas Mehnert; Staatstheater Darmstadt; mise-en-scène: John Dew; chef d'orchestre: Stefan Blunier. Wergo 2010.